# 阿湖镇站
阿湖镇站是一个陇海线上的铁路车站，位于江苏省连云港市东海县洪庄乡，建于1925年，目前为四等站，邮政编码为222336。目前客运：办理旅客乘降；行李、包裹托运；货运：办理整车货物发到；危险货物仅办理农药、化肥发到。陇海线在清末最初的规划中经阿湖镇，但在动工后改线北移，然而本站并未更名。